# Jean-Jacques Annaud
Jean-Jacques Anaud (Juvisy-sur-Orge, Essonne, 1 de octubre de 1943) es un director de cine francés. Su primera película, Negros y blancos en color, ganó el premio Óscar de la Academia de Hollywood como Mejor película extranjera en 1976.

## Biografía

### Primeros años
Jean-Jacques Annaud nació el 1 de octubre de 1943 en Juvisy-sur-Orge, Essonne, Francia. Estudió en la escuela técnica de Vaugirard, y en 1964 tras cursar estudios en el IDHEC, empezó a foguearse en el mundo del cine con la publicidad. 

### Carrera
Obtuvo el Óscar a la mejor película en habla no inglesa en 1976 por su primer largometraje, La Victoire en chantant o Negros y blancos en color (La Victoire en chantant, luego reestrenada como Noirs et blancs en couleur), pero no por su país natal sino por Costa de Marfil. Se encarga a Jean-Jacques Annaud la dirección de El cabezazo (Coup de tête), que escribe Francis Veber e interpreta Patrick Dewaere.
Se dedica a proyectos muy caros y ambiciosos, como La Guerre du feu (1981) y El oso (L'Ours, 1988) en los que demuestra maestría técnica. Su consagración comercial se debe a la adaptación de la novela de Umberto Eco El nombre de la rosa, película que combina acertadamente problemas filosóficos y morales, y thriller. Contó con un cartel de lujo: Sean Connery, Christian Slater y F. Murray Abraham. Este éxito le permite abordar la superproducción erótica El amante, adaptación del libro de Marguerite Duras (1992).
En octubre de 2007 estrena una superproducción europea, Su majestad Minor, cuyas tomas se rodaron en los olivos de Benichembla (provincia de Alicante) y en la cala del El Racó del Conill de Villajoyosa.
A pesar de que no siempre es bien tratado por la prensa, Annaud tiene fama de perfeccionista y de técnico destacado, lo que es cierto, ya que se encarga de revisar todas y cada una de las etapas de elaboración de las películas e, incluso, de su adaptación a DVD.

## Filmografía
- 1976: La victoria en chantant o Negros y blancos en color (La Victoire en chantant o Noirs et blancs en couleur o Black and White in color)
- 1978: El cabezazo (Coup de tête)
- 1981: En busca del fuego o La guerra del fuego (La Guerre du feu)[3]
- 1986: El nombre de la rosa (Der Name der Rose o Le Nom de la rose o  Il nome della rosa o The Name of the Rose)
- 1988: El oso (L’Ours o The Bear)
- 1991: El amante (L’Amant)
- 1995: Las alas del coraje (Guillaumet, les ailes du courage o Wings of courage),[4] primera película de ficción que usó el sistema IMAX.
- 1997: Siete años en el Tibet (Sept ans au Tibet o Seven Years in Tibet)
- 2001: Enemigo a las puertas (Stalingrad o Enemy at the Gates)
- 2004: Dos hermanos (Deux frères o Two brothers)[5]
- 2006: Su majestad Minor (Sa Majesté Minor)[6]
- 2011: Oro negro (Or Noir o Day of the Falcon o Black Gold)[7]
- 2015: El último lobo (Le Dernier Loup o Wolf Totem)[8]
- 2018: La verdad sobre el caso Harry Quebert (Miniserie de TV) (The Truth About the Harry Quebert Affair )[9]
- 2022: Arde Notre-Dame (Notre-Dame brûle)[10]

## Premios y distinciones
Premios Óscar
| Año  | Categoría                 | Película                  | Resultado |
| ---- | ------------------------- | ------------------------- | --------- |
| 1977 | Mejor película extranjera | Negros y blancos en color | Ganador   |

Premios César
| Año  | Categoría                 | Película             | Resultado |
| ---- | ------------------------- | -------------------- | --------- |
| 1982 | Mejor película            | La guerra del fuego  | Ganador   |
| 1982 | Mejor director            | La guerra del fuego  | Ganador   |
| 1987 | Mejor película extranjera | El nombre de la rosa | Ganador   |
| 1988 | Mejor película            | El oso               | Nominado  |
| 1988 | Mejor director            | El oso               | Ganador   |
| 1991 | Mejor película extranjera | El amante            | Nominado  |